# Amerikansk snabelkalla
Den Amerikanske snabelkalla (Arisaema triphyllum) er en flerårig, urteagtig plante med grundstillede, trekoblede blade og en enkelt, kolbeformet blomsterstand. Blomsterkolben er dækket af et stribet højblad.

## Kendetegn
Amerikansk snabelkalla er en flerårig, urteagtig plante med grundstillede blade og en opret stængel der bærer blomsten. Bladene er langstilkede og trekoblede med smalt ægformede småblade. Bladranden er hel, og oversiden er mørkt græsgrøn, mens undersiden er lysegrøn. Blomstringen foregår i maj-juni, hvor man finder "blomsten", som egentlig er en blomsterstand, siddende yderst på en bladløs stængel. Blomsterstanden danner en kompakt kolbe med en blanding af hunlige og hanlige blomster. De enkelte blomster er bitte små. Kolben er beskyttet af et højblad, som omslutter og danner låg over blomsterkolben. Højbladet er stribet i gult og grønt eller sjældnere: i grønt med purpurrøde eller brune striber. Frugterne er bær, som bliver røde ved modenhed. Hvert bær indeholder 1-5 frø.
Rodsystemet består af en rodknold og nogle grove, trævlede rødder. Planten indeholder oxalsyre-forbindelser, der gør den giftig.
Planten kan nå en højde på ca. 0,50 m og en bredde (fra bladspids til bladspids) på 0,40 m.

## Hjemsted
Amerikansk snabelkalla hører hjemme i det sydøstlige Canada og det meste af USA, bortset fra staterne langs Stillehavskysten. Overalt foretrækker den skyggede voksesteder med en jordbund, som er vedvarende fugtig og humusrig. Valley Forge National Historical Park ligger 20 km nordvest for Philadelphia, Pennsylvania, USA. Her vokser en moden skov, præget af almindelig tulipantræ, og her findes arten sammen med bl.a. amerikansk sassafras, blomsterkornel, bredbladet kalmia, canadisk judastræ, feberbusk, hvidask, liden steffensurt, Polygonatum pubescens (en art af konval), Polygonum caespitosum (en art af pileurt), rødeg, rødløn, Sanicula marilandica (en art af Sanikel) og skovtupelotræ

## Galleri
|  |  |  |  |